# Società italiana di ortopedia e traumatologia
La Società italiana di Ortopedia e Traumatologia, abbreviata SIOT, è un'associazione medico-scientifica. È stata eretta ente morale con DPR dell'11 marzo 1953, nº 680.
Ad oggi conta circa 5.000 soci. Venne costituita nel 1891 da un gruppo di medici chirurghi appassionati di patologia e traumatologia osteoarticolare e deformità muscolo-scheletriche, tra i quali spiccano i nomi di Alessandro Codivilla e Pietro Panzeri. Il primo statuto della Siot fu approvato l'anno successivo.
L'organo ufficiale della società è il Giornale Italiano di Ortopedia e Traumatologia fondato nel 1974 e raccoglie la produzione di testi e articoli dell’ortopedia italiana. Dal 2000 si è affiancata la rivista in lingua inglese Journal of Orthopaedic and Traumatology.
La SIOT ha sede a Roma, in via Nicola Martelli 3.

## I congressi
La SIOT organizza ogni anno il Congresso Nazionale della Società Italiana di Ortopedia e Traumatologia – E.T.S., evento scientifico a carattere nazionale. Il primo congresso risale al 1892.

## Il mandato del presidente e del consiglio direttivo
Il mandato del presidente e del consiglio direttivo è biennale. Il presidente ha la rappresentanza legale dell’Associazione di fronte ai terzi e in giudizio. Per prassi, alla presidenza si alternano un docente universitario e un medico ospedaliero. Non è possibile la rielezione. 
L'Assemblea Generale Ordinaria è l'organo sovrano della SIOT ed è composta dai soci in regola con il versamento delle quote sociali. È l'assemblea che elegge a scrutinio segreto il Presidente; i due vice-presidenti; gli otto componenti del Consiglio Direttivo e i componenti del Collegio dei Revisori dei Conti.
Ad ogni Socio Ordinario o Aggregato è riconosciuta la facoltà di candidarsi alla carica di Presidente, di Vice Presidente, di Consigliere, di Revisore dei Conti.

## Commissione pari opportunità
La SIOT nel 2021 ha istituito la Commissione Pari Opportunità e Medicina di Genere (CPO/MdG) allo scopo di promuovere e diffondere la cultura di genere. È stata la prima fra le società medico-scientifiche del network chirurgico ad aver istituito la CPO.
La Commissione è composta da Maria Silvia Spinelli (coordinatrice), Davide Bizzoca, Alberto Di Martino, Costantino Errani, Anna Maria Moretti, Giusy Resmini, Barbara Rossi e Maristella Francesca Saccomanno.

## Prima giornata nazionale dell'Ortopedia
Il 4 giugno 2021 è stata istituita la prima giornata nazionale dell'Ortopedia e della Traumatologia. L'evento è stato inserito nell’ambito dei festeggiamenti per il 75º anniversario della proclamazione delle Repubblica, su iniziativa della Federazione delle società medico-scientifico italiane (FISM) e con il patrocinio dalla Cabina di regia “Benessere Italia” in seno alla Presidenza del Consiglio dei Ministri.
La Società ha scelto come testimonial la campionessa olimpionica e del mondo di sci Deborah Compagnoni, amata per le sue vittorie e per la sua tenacia dopo essere stata costretta a fare i conti con diversi infortuni, tra cui la rottura del ginocchio destro che ha seriamente rischiato di mettere fine alla sua brillante carriera.